# Herb Mszczonowa
Herb Mszczonowa – jeden z symboli miasta Mszczonów i gminy Mszczonów w postaci herbu, przyjęty uchwałą Rady Miejskiej 24 czerwca 2020.

## Wygląd i symbolika
Herb przedstawia w białym polu tarczy herbowej czerwoną blankowaną basztę z erkierami po obu stronach. Baszta i erkiery nakryte są spiczastymi czerwonymi dachami (dach baszty pokryty jest czerwoną dachówką), zwieńczonymi trójkątnymi czerwonymi chorągiewkami. Te na dachu heraldycznie prawej erkiery i baszty zwrócone są w prawo, zaś na lewej – w lewo. Erkiery mają pojedyncze czarne otwory strzelnicze, natomiast baszta ma dwa takie czarne otwory, w układzie jeden obok drugiego, umieszczone nad otworem bramnym, także czarnym.
Wizerunek herbu nawiązuje do pieczęci miasta z XVI wieku

## Historia

Herb Mszczonowa przed 2020 r.

Do 2020 r. gmina używała herbu w postaci czerwonej wieży mieszkalno-obronnej z czarnym stożkowatym dachem. Nad wieżą widniał czarny napis MSZCZONÓW, a pod nią liczba 1377 – rok uzyskania praw miejskich. Wizerunek herbowy nawiązywał do herbu miasta z XVII wieku.